# VSD (Zeitschrift)
Das Magazin VSD ist ein französisches Boulevardmagazin des Verlags Prisma Media mit Sitz in Paris. VSD steht für Vendredi, Samedi, Dimanche.
Das Magazin wurde 1977 von Maurice Siegel gegründet. Die Themen sind Klatsch aus der Promiwelt, Polizeiberichte und Zeitgeschehen. 2016 lag die Auflage bei etwa 100.000 Exemplaren pro Ausgabe.